# Nice'n Slow
「Nice'n Slow」（ナイスン・スロー）は、日本のR&BグループSKOOP（現Skoop On Somebody）が1997年8月21日にリリースした通算3枚目のシングル。

## 概要
テレビ東京「モデルファクトリー」オープニング・テーマ。
金字塔的1曲（松尾潔曰く）であり、この曲名を冠したアルバム（『Nice'n Slow Jam』、『Nice'n Slow Jam 15years Limited』）も発売されている。
ライブでは、主に『Nice'n Slow Jam』に収録されているアレンジで演奏される。

## 収録曲
作詞・作曲・編曲：SKOOP
1. Nice'n Slow
2. いつまでも 〜Forever & A Day〜
3. Nice'n Slow (Acoustic Version)